# Platypolia gunderi
Platypolia gunderi är en fjärilsart som beskrevs av Barnes och Benjamin 1927. Platypolia gunderi ingår i släktet Platypolia och familjen nattflyn. Inga underarter finns listade i Catalogue of Life.